# Sigurd Erixon

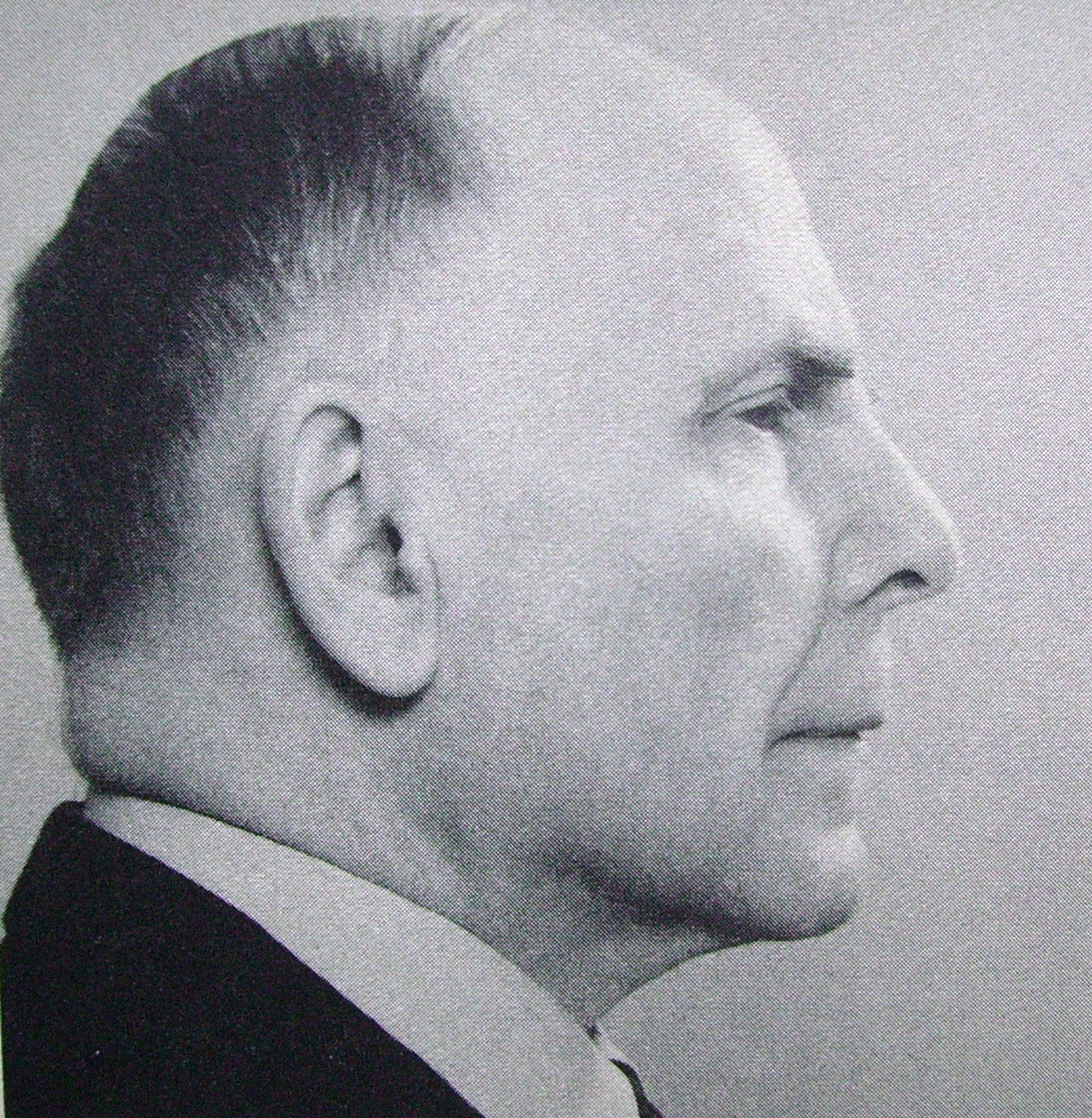
Retrato de Erixon, obra de Åke Wintzell.

Sigurd Erixon (1888-1968) fue un etnólogo sueco.

## Biografía
Nacido el 26 de marzo de 1888, se desempeñó en el campo de la etnología. Fue autor de diversas obras, entre las que se encuentran títulos como Skultuna bruks historia, Svensk byggnadskultur, o Kulturarl och folkliv (1943). Falleció el 18 de febrero de 1968.